# 南部區 (厄立特里亞)
南部區是厄立特里亞的一個區。南鄰埃塞俄比亞。面積8,000平方公里，人口755,379人。首府門德費拉。